# Užava
Užava (deutsch: Hasau) ist ein Dorf in Kurland in Lettland. 2025 hatte es 225 Einwohner.

## Verwaltung
Užava gehört zur gleichnamigen Gemeinde (lettisch: Užavas pagasts) in der Bezirksgemeinde Ventspils (lettisch: Ventspils novads).
Im Russischen Kaiserreich gehörte das Dorf zum Kreis Windau im Gouvernement Kurland.

## Geschichte
Die evangelisch-lutherische Kirche wurde 1783 erbaut. 1861 wurde eine baptistische Kirchengemeinde gegründet und 1888 eine Kirche gebaut. Die Gemeindegründung stellt den Anfang der Baptistenbewegung in Lettland dar.
Der erste Leuchtturm, der dem jetzigen sehr ähnlich war, wurde 1879 in Betrieb genommen. Während des Ersten Weltkriegs wurde er fast vollständig zerstört. Nach dem Krieg wurde ein Wiederaufbau 1925 abgeschlossen. Er wurde im Zweiten Weltkrieg erneut leicht beschädigt. Seit Oktober 2005 ist die gesamte Leuchtturmanlage als Technisches Kulturdenkmal unter Schutz gestellt.

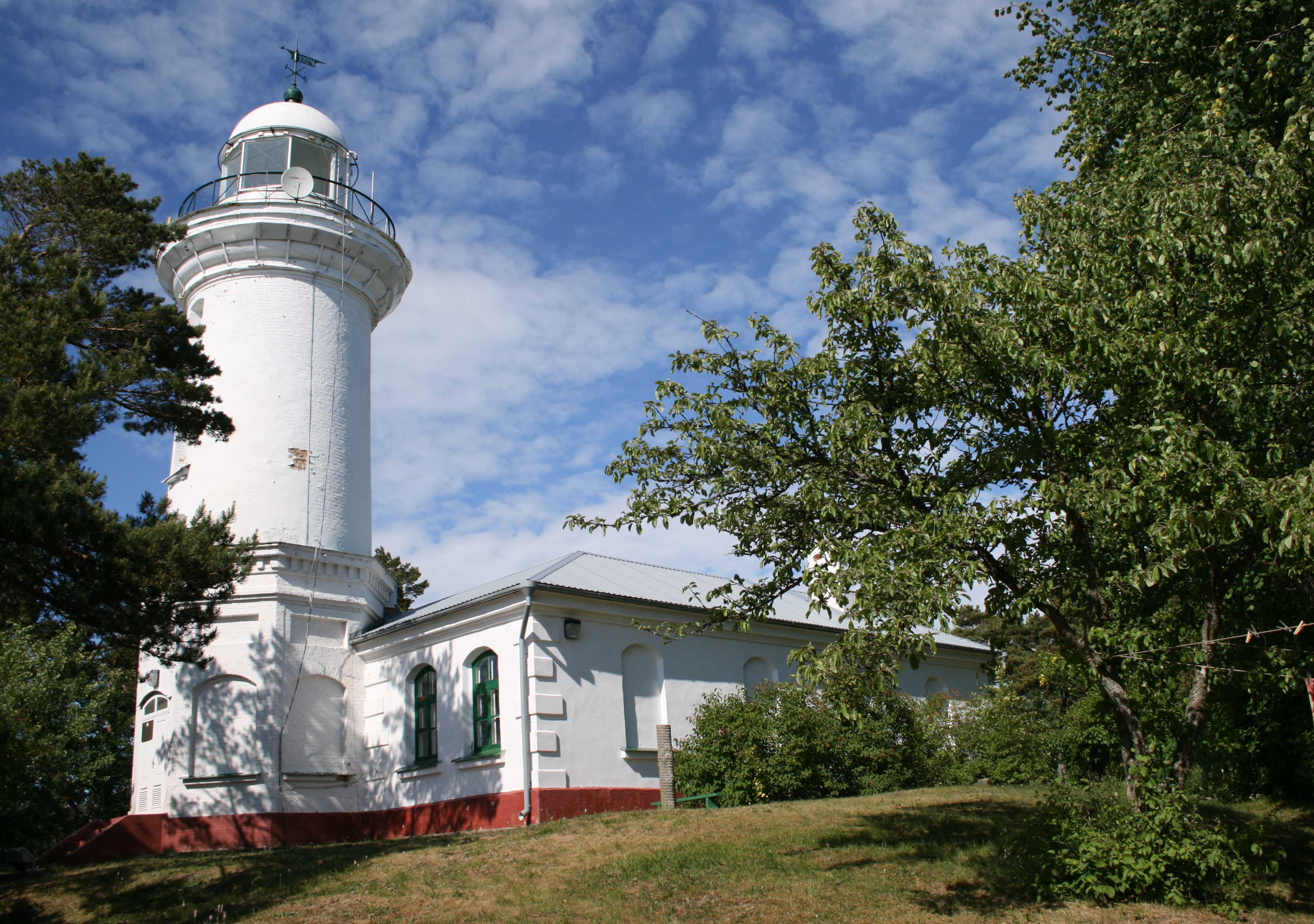
Ansicht des Leuchtturms, 2008